# Südkoreanische Badmintonmeisterschaft 1991
Die Südkoreanische Badmintonmeisterschaft 1991 fand Ende Dezember 1991 in Seoul statt. Es war die 34. Austragung der nationalen Titelkämpfe  im Badminton Südkoreas.

## Finalergebnisse
| Disziplin    | Sieger                     | Finalist                    | Ergebnis            |
| ------------ | -------------------------- | --------------------------- | ------------------- |
| Herreneinzel | Park Sung-woo              | Kim Yong-ho                 | 11-15, 15-10, 15-11 |
| Dameneinzel  | Lee Young-suk              | Park Jin-hyun               | 11-2, 11-0          |
| Herrendoppel | Kim Jae-hwan Shon Jin-hwan | Kim Yong-ho Nam Cheol-hwan  | 15-5, 15-7          |
| Damendoppel  | Lee Young-suk Gil Young-ah | Kang Bok-seung Ju Young-bok | 15-8, 15-11         |
| Mixed        | Son Sang-beom Shon Hye-joo | Choi Ji-tae Park Kyung-hee  | 10-15, 15-7, 17-15  |